# 尼古拉斯·杜爾
尼古拉斯·杜爾（荷蘭語：Nicolaes Tulp，1593年10月9日—1674年9月12日）荷兰外科医生和阿姆斯特丹市长，以其正直的道德品格而闻名，他曾出现在伦勃朗著名画作《尼古拉斯·杜尔博士的解剖学课》。